# بلکسبرگ (ویرجینیا)
بلکسبرگ (به انگلیسی: Blacksburg) در ایالت ویرجینیا، شهری کوچک در جنوب غربی ایالت ویرجینیا در شرق ایالات متحده آمریکا است.. جمعیت این شهر حدود ۳۹۵۰۰ نفر است که حدود ۲۶۰۰۰ نفر آن دانشجویان دانشگاه ویرجینیا پلی تکنیک (ویرجینیا تک) هستند. رونق نسبی این شهر تنها به خاطر وجود دانشگاه و حضور دانشجویان است.
بلکسبرگ، کریستینبورگ و شهر رادفورد سه حوزه قضایی اصلی منطقه آماری کلانشهر بلکسبرگ-کریستینبورگ هستند که این قلمروها و تمام شهرستان‌های مونتگومری، پولاسکی و گیلس را برای اهداف آماری در بر می‌گیرد. MSA حدود ۱۸۱٬۸۶۳ نفر جمعیت دارد و در حال حاضر یکی از MSAهای با سرعت رشد بالا در ویرجینیا است.
در سال ۲۰۱۱، BusinessWeek از بلکسبرگ به عنوان «بهترین مکان در ایالات متحده برای تربیت بچه‌ها» نام برد. همچنین در سال ۲۰۱۱، خوانندگان South Living، بلکسبرگ را «بهترین شهر کالج در جنوب» نامیدند. سیستم حمل و نقل عمومی آن، بلکسبرگ ترانزیت، که همچنین به شهر همسایه کریستینسبورگ متصل می‌شود، به دلیل کیفیت خدمات خود به شدت شناخته شده‌است.دبیرستان بلکسبرگ، که در سال ۲۰۱۳ ساختمان جدیدی افتتاح کرد، اغلب برای دانشگاهیان خود در میان مدارس برتر کشور قرار دارد. تیم‌های فوتبال، دو و میدانی این شهر نیز در رده‌های برتر این ایالت قرار دارند.
بلکسبرگ صحنه تیراندازی ویرجینیا تک در ۱۶ آوریل ۲۰۰۷ بود، زمانی که ۳۲ نفر توسط یک فرد مسلح کشته و ۱۷ نفر زخمی شدند. در آن زمان، این مرگبارترین تیراندازی بود که توسط یک فرد مسلح در تاریخ ایالات متحده انجام شد و باعث ایجاد بحث و گفتگو در رسانه‌ها شد.

## تاریخچه

### اکتشاف اروپایی‌ها
در اواسط دهه ۱۶۰۰، استعمارگران انگلیسی هنوز مطمئن نبودند که در آن سوی کوه‌های آلگنی، که توپوگرافی و در اختیار داشتن ساکنان بومی، قبایل توتلو زبان، مانعی برای آبادانی گسترده توسط مستعمره ویرجینیا بود. آبراهام وود، که فرماندهی فورت هنری در مرز (اکنون محل پترزبورگ، ویرجینیا) را بر عهده داشت و یک پست تجاری هند را در همان نزدیکی اداره می‌کرد، چندین اکتشاف را برای کاوش در غرب ترتیب داد. سرانجام در سال ۱۶۷۱ هنگامی که کاوشگران بتس و فالام، فرستاده شده توسط وود، به مکان امروزی بلکسبورگ، ویرجینیا رسیدند، یک گذر از روی خط الراس پیدا شد. اکتشافات آنها از طریق نهرهای استروبلس (Stroubles Creek)، از طریق مکان‌های فعلی شهر و محوطه دانشگاه ویرجینیا تک، تا جایی که رودخانه وود (Wood's River) نامگذاری کردند، دنبال شد.
آنها این منطقه را ساکن گروه‌های مونکان و مونتون، سیوان زبان گزارش کردند، اما قانونگذار استعمار ویرجینیا به وود اجازه داد که ادعا کند. بر این اساس، در ۱۷ سپتامبر ۱۶۷۱، حزب بتس و فالام ادعا کرد که تمام اراضی شامل حوضه زهکشی رودخانه برای شاه چارلز دوم است. با این حال، منطقه هنوز به حق ثبت اختراع انگلیسی باز نبود. در سال ۱۷۰۰، جنگجویان سنکا از کنفدراسیون Iroquois مستقر در نیویورک و پنسیلوانیا، کل منطقه را تحت سلطه خود درآوردند و گروه‌های دیگر را بیرون کردند. در اوایل سال ۱۷۱۸، Seneca توافق کرده بود که قطعاتی را که در شرق ریج بلو به دست آورده بودند به مستعمره ویرجینیا بفروشد. با این حال، به دنبال یک سقوط مجدد در معاهده لنکستر در سال ۱۷۴۴، بین قبیله و استعمارگران بر سر این که مرز جدید Alleghenies یا رود اوهایو باشد، اختلاف ایجاد شد. سایت بلاکسبورگ دقیقاً در این منطقه مورد مناقشه قرار داشت.

### خانواده بلک
ساموئل بلک، که خانواده اش در استاونتون، ویرجینیا ساکن شدند، ۶۰۰ هکتار زمین (۲٫۴ کیلومتر مربع) زمین را در منطقه Draper's Meadow برای پسرانش جان و ویلیام در سال ۱۷۷۲. خریداری کرد. Smithfield Plantation، تقریباً در سال ۱۷۷۴ توسط سرهنگ ویلیام پرستون ساخته شد، در سایت اصلی Draper's Meadow، نزدیک محل فعلی حوض اردک در پردیس ویرجینیا تک توسعه یافته‌است.

### شهریت

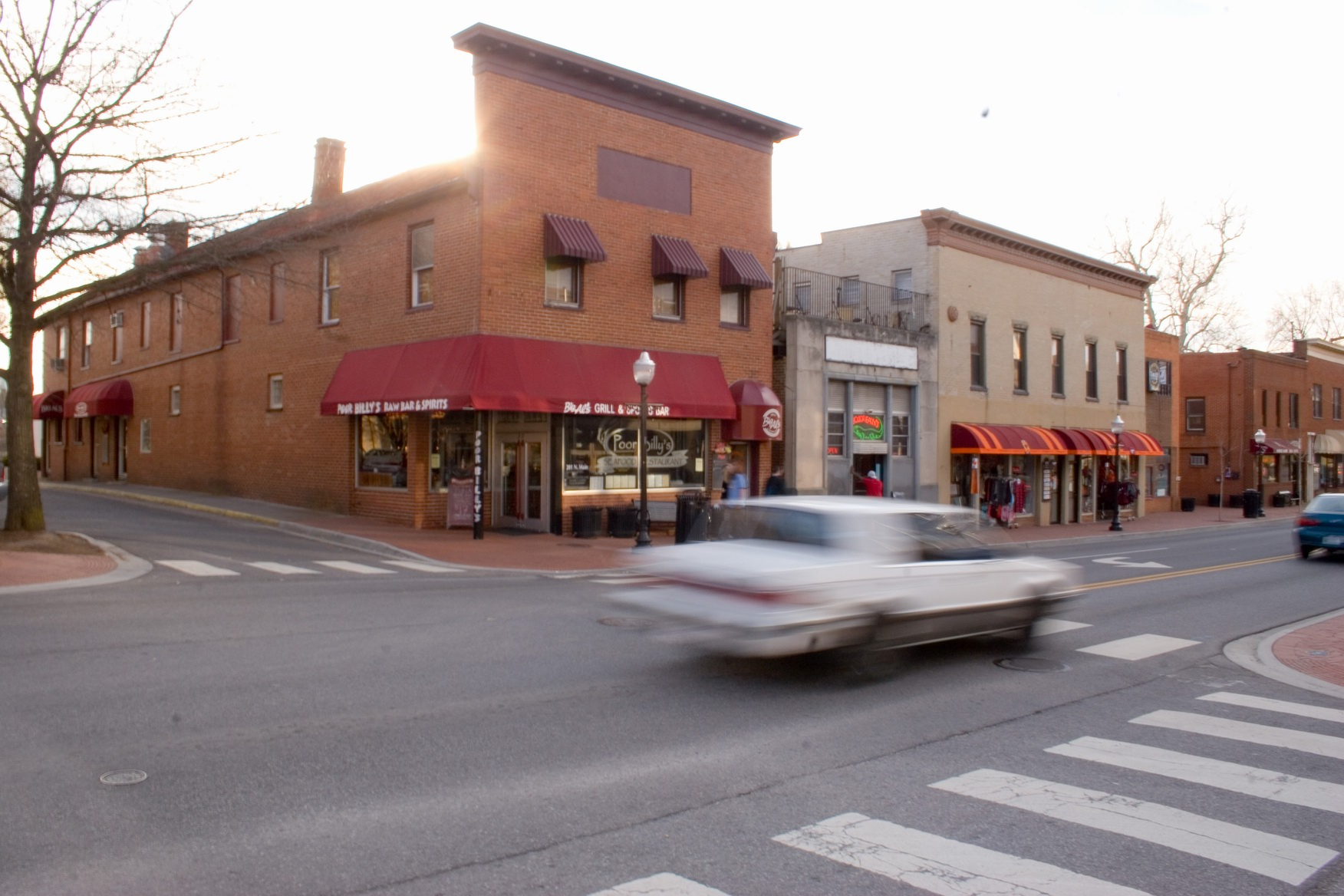
نمایی از مرکز شهر بلکسبرگ

این شهر در سال ۱۷۹۸ میلادی بنیاد شده‌است.

## جغرافیا
براساس اداره سرشماری ایالات متحده، مساحت این شهر ۱۹٫۸۹ مایل مربع (۵۱٫۵ کیلومتر مربع) است که ۱۹٫۸۹ مایل مربع (۵۱٫۵ کیلومتر مربع) زمین و ۰٫۰۴ مایل مربع (۰٫۱۰ کیلومتر مربع)، یا ۰٫۱۰٪، آب است. بلکسبورگ با ۲۰۸۰ فوت (۶۳۴ متر) از سطح دریا، در دره رودخانه جدید واقع شده‌است و همچنین در کنار قاره شرق تقسیم شده‌است. این پانزدهمین شهرداری بزرگ و بزرگترین شهر در کشورهای مشترک‌المنافع ویرجینیا است. شرق قاره شرق از فرودگاه اجرایی ویرجینیا تک مونتگومری عبور می‌کند.

### آب و هوا
به دلیل ارتفاع، آب و هوای بلکسبرگ یک آب و هوای قاره ای مرطوب و گرم تابستان است (طبقه‌بندی آب و هوای Köppen: Dfb) که از مناطق جلگه ای سرد می‌شود و همه دارای آب و هوای نیمه گرمسیری مرطوب هستند (طبقه‌بندی آب و هوای Köppen: Cfa). تابستان‌ها با دمای گرم تا گرم مرطوب است، اگرچه این منطقه نسبت به مکان‌های کم ارتفاع در همان عرض جغرافیایی به‌طور قابل توجهی سردتر است و سالانه فقط ۴٫۴ روز در دمای ۹۰ درجه فارنهایت (۳۲ درجه سانتیگراد) قرار دارد. زمستانها معمولاً خنک تا سرد هستند، گاه به گاه با دوره‌های گرم گرم و به‌طور متوسط ۹ شب پایین‌تر از ۱۰ درجه فارنهایت (−۱۲ درجه سانتی گراد) پایین است. میانگین دمای ماهانه از ۳۱٫۵ درجه فارنهایت (-۰٫۳ درجه سانتی گراد) در ژانویه تا ۷۱٫۲ درجه فارنهایت (۲۱٫۸ درجه سانتی گراد) در ژوئیه است. بارش برف به‌طور متوسط ۲۵٫۴ اینچ (۶۵ سانتی‌متر) در هر فصل است و به‌طور کلی از دسامبر تا مارس رخ می‌دهد، اگرچه بارش برف قابل توجهی در خارج از آن ماه‌ها ثبت شده‌است.

## اقتصاد
مرکز تحقیقات شرکتی ویرجینیا تک چندین شرکت در اندازه‌های مختلف از جمله هانیول و سرویس ملی هواشناسی را در خود جای داده‌است که دفتر مرکزی ویرجینیا در جنوب غربی آن را در آنجا نگهداری می‌کند. این شهر همچنین محل استقرار MOOG، تأمین کننده اصلی بخش دفاع و صنعت مراقبت‌های بهداشتی و Rackspace است، که در سال 2007 Mailtrust / Webmail.us را به صورت محلی خریداری کرد. بلاکسبورگ به دلیل نزدیکی به دانشگاه ویرجینیا تک و دانشگاه رادفورد مکانی ایده‌آل برای توسعه صنعت فناوری پیشرفته است.

## افراد سرشناس
- جان بی. فلوید
- نیکی جیووانی
- هنری لی لوکاس
- اریک اشمیت